# 琼花观
琼花观为位于中国江苏省扬州市广陵区文昌中路的一座道观，传最初为后土祠，唐代改为唐昌观，宋代又由徽宗赐名蕃釐观，因观中原有被誉为天下无双的琼花一株，俗称琼花观。
今建筑群除大殿为明代扬州兴教寺遗存外，其他均为近年新建，包含额书“蕃厘观”的石牌坊三间、山门殿三间和三清殿五间（均为歇山顶），两侧为两层的廊房，三清殿后为花园，其中东侧为植有一株百年琼花树的琼花台（原花已在元代枯死，今花为当时补植），旁边为无双亭、玉钩井，西侧为两层的文杏楼（今为扬州市文联办公地）。